# マウコム・フィリペ・シウヴァ・デ・オリヴェイラ
マウコム（Malcom）こと、マウコム・フィリペ・シウヴァ・デ・オリヴェイラ（Malcom Filipe Silva de Oliveira、1997年2月26日 - ）は、ブラジル・サンパウロ州サンパウロ出身のサッカー選手。アル・ヒラル所属。ポジションはMF。
2023年にロシア国籍を取得している。

## 経歴

### クラブ
2008年、SCコリンチャンス・パウリスタのユースチームに加入し、2014年、トップチームに昇格し、4月27日のCRフラメンゴ戦でプロデビューした。9月18日、シャペコエンセ戦でプロ初得点を記録した。
2016年1月30日、フランスのFCジロンダン・ボルドーに移籍した。2月7日、ASサンテティエンヌ戦でリーグ・アンデビューを果たした。
2018年7月23日、ASローマに移籍することでクラブ間合意したことが発表され、マウコムがローマでメディカルチェックを受け正式に契約を結ぶ予定であったが、FCバルセロナがより高額なオファーを提示したことにより、ボルドーがローマとの合意を反故にして、マウコムのローマ移籍を認めなかった。
2018年7月24日、スペインのFCバルセロナに移籍した。2023年までの5年契約で、移籍金は4100万ユーロと発表された。11月6日のUEFAチャンピオンズリーグ、インテル戦で途中出場し、投入後2分で移籍後初ゴールを決めた。しかし、厚い選手層もあり、出場機会を得ることが出来なかった。
2019年8月2日、FCゼニト・サンクトペテルブルクへの移籍が発表された。2022-23シーズンはリーグ戦で23得点9アシストを記録した。
2023年7月26日、アル・ヒラルへの移籍が発表された。4年契約を締結した。

### 代表
2015年、U-20サッカーブラジル代表として南米ユース選手権に出場し、5得点を記録した。同年に行われた2015 FIFA U-20ワールドカップにも出場し、準優勝に貢献した。
2018年10月、A代表に初招集された。しかし試合出場はならなかった。
2021年、東京オリンピックのU-24サッカーブラジル代表に選出された。2021年8月、東京オリンピック・決勝で延長後半3分に決勝ゴールを挙げ、チームの優勝に貢献した。

## 所属クラブ
- SCコリンチャンス・パウリスタ 2014-2016
- FCジロンダン・ボルドー 2016-2018
- FCバルセロナ 2018-2019
- FCゼニト・サンクトペテルブルク 2019-2023
- アル・ヒラル 2023-

## タイトル

### クラブ
SCコリンチャンス・パウリスタ
- カンピオナート・ブラジレイロ・セリエA：2015

FCバルセロナ
- ラ・リーガ：2018-19

FCゼニト・サンクトペテルブルク
- ロシア・プレミアリーグ：2019-20, 2020-21, 2021-22, 2022-23
- ロシア・カップ：2019-20
- ロシア・スーパーカップ：2020, 2021, 2022

### 代表
- オリンピック：2021年

### 個人
- リーグアン・年間最優秀ゴール賞：2017-18